# Eophileurus nicobarensis
Eophileurus nicobarensis är en skalbaggsart som beskrevs av S. Endrödi 1977. Eophileurus nicobarensis ingår i släktet Eophileurus och familjen Dynastidae. Inga underarter finns listade i Catalogue of Life.